# Шлабрендорф, Густав
Густав Шлабрендорф (нем. Gustav von Schlabrendorf; 22 марта 1750, Штеттин — 21 августа 1824, Париж) — прусский дворянин, с 1772 года граф, филантроп, изобретатель, сын Эрнста Вильгельма Шлабрендорфа.

## Биография
Получил домашнее образование, позже изучал право и лингвистику в университетах Франкфурта-на-Одере и Галле. В 1777 году вступил в масонскую ложу. Молодость провёл в образовательных путешествиях по Франции, Швейцарии и германским государствам, унаследовав после смерти отца большое состояние; шесть лет жил в Англии. Во время этих путешествий он тратил значительные суммы денег на дела благотворения, причем старался помогать нуждающимся не только деньгами, но и делом. Будучи страстным противником смертной казни, он всегда, когда случайно сталкивался со смертным приговором, делал всё, что было в его силах, чтобы добиться его отмены, а когда это не удавалось, добивался доступа в тюрьму к осуждённому и проводил с ним целые дни, стараясь ободрять и поддерживать его. Являясь, однако, совершенно случайной, такого рода деятельность не оставила сколько-нибудь заметных следов.
Перед Великой Французской революцией Шлабрендорф поселился в Париже. Революцию он приветствовал с восторгом. Он сблизился с деятелями революции, особенно с жирондистами, и пользовался уважением в широких кругах за обширную и разнообразную эрудицию и честность. В 1793 году он был арестован и приговорен к гильотине, но по случайным причинам казнь была отсрочена, а последовавшее затем падение Робеспьера спасло его. После 18 брюмера он открыто выступал против Наполеона, но Наполеон, считая его неопасным чудаком, оставил его в покое.
В 1803 году прусское правительство потребовало возвращения Шлабрендорфа на родину, а когда он не последовал приказу, то наложило секвестр на его имущество, что не произвело на того впечатления. В 1807 году секвестр был снят.
В 1813 году Шлабрендорф, увлечённый освободительной войной, пожелал стать в ряды воюющих немцев, но парижская полиция задержала его в Париже.
Последние годы жизни он посвятил работе над изобретением говорящей машины (фонографа), но труды остались безрезультатными. Более плодотворной оказалась работа над усовершенствованием стереотипа.
Шлабрендорф написал и выпустил анонимно книгу против Наполеона: «Bonaparte und das französische Volk unter seinem Konsulat» (1804).